# Línea 611 (Interurbanos Madrid)
La línea 611 de la red de autobuses interurbanos de Madrid une el intercambiador de Moncloa (Madrid) con Hoyo de Manzanares.

## Características
Esta línea une a los habitantes del municipio de Hoyo de Manzanares con el intercambiador de Moncloa, Madrid y viceversa, con un recorrido que dura aproximadamente 45 minutos entre cabeceras.
Desde el 28 de marzo de 2022, todas las expediciones paran en Torrelodones, junto al centro comercial.
La línea comparte gran parte de su recorrido con la línea 612, en concreto entre el intercambiador de Moncloa y la calle Camino de Valladolid en Torrelodones. Después de llegar al pueblo de Hoyo de Manzanares, la línea puede continuar al Campamento Militar o a la Urbanización Las Colinas (solo fines de semana, festivos y nocturnos, ya que los servicios diurnos de lunes a viernes están cubiertos por la línea 611A). Algunas expediciones realizan parada en el pueblo de Las Rozas de Madrid y en la estación de Las Matas.
Circula por el carril Bus-VAO de la A-6 mientras esté abierto.
Siguiendo la numeración de líneas del CRTM, las líneas que circulan por el corredor 6 son aquellas que dan servicio a los municipios situados en torno a la A-6 y comienzan con un 6. Aquellas numeradas dentro de la decena 610 corresponden a aquellas que circulan por Torrelodones.
La línea no mantiene los mismos horarios todo el año, desde el 1 al 31 de agosto se reducen el número de expediciones de lunes a viernes laborables (sábados laborables, domingos y festivos tienen los mismos horarios todo el año), además de los días excepcionales vísperas de festivo y festivos de Navidad en los que los horarios también cambian y se reducen.
Está operada por Avanza Movilidad Integral mediante la concesión administrativa VCM-604 - Madrid – Cercedilla – Hoyo de Manzanares (Viajeros Comunidad de Madrid) del Consorcio Regional de Transportes de Madrid.

## Horarios

### 1 septiembre - 31 julio
| Lunes a viernes laborables |                                       |                                       |                                       |                                       |                                       |                                       |                                       |                                       |                                       |                                       |                                       |                                       |                                       |                                       |                                       |                                       |                                       |                                       |                                       |                                       |                                       |                                       |                                       |                                       |                                       |                                       |                                       |                                       |                                       |                                       |                                       |                                       |                                       |                                       |                                       |                                       |                                       |                                       |                                       |                                       |                                       |                                       |                                       |                                       |                                       |                                       |
| Madrid (Moncloa) > Hoyo de Manzanares | Madrid (Moncloa) > Hoyo de Manzanares | Madrid (Moncloa) > Hoyo de Manzanares | Madrid (Moncloa) > Hoyo de Manzanares | Madrid (Moncloa) > Hoyo de Manzanares | Madrid (Moncloa) > Hoyo de Manzanares | Madrid (Moncloa) > Hoyo de Manzanares | Madrid (Moncloa) > Hoyo de Manzanares | Madrid (Moncloa) > Hoyo de Manzanares | Madrid (Moncloa) > Hoyo de Manzanares | Madrid (Moncloa) > Hoyo de Manzanares | Madrid (Moncloa) > Hoyo de Manzanares | Madrid (Moncloa) > Hoyo de Manzanares | Madrid (Moncloa) > Hoyo de Manzanares | Madrid (Moncloa) > Hoyo de Manzanares | Madrid (Moncloa) > Hoyo de Manzanares | Madrid (Moncloa) > Hoyo de Manzanares | Madrid (Moncloa) > Hoyo de Manzanares | Madrid (Moncloa) > Hoyo de Manzanares | Madrid (Moncloa) > Hoyo de Manzanares | Madrid (Moncloa) > Hoyo de Manzanares | Madrid (Moncloa) > Hoyo de Manzanares | Madrid (Moncloa) > Hoyo de Manzanares | Madrid (Moncloa) > Hoyo de Manzanares | Hoyo de Manzanares > Madrid (Moncloa) | Hoyo de Manzanares > Madrid (Moncloa) | Hoyo de Manzanares > Madrid (Moncloa) | Hoyo de Manzanares > Madrid (Moncloa) | Hoyo de Manzanares > Madrid (Moncloa) | Hoyo de Manzanares > Madrid (Moncloa) | Hoyo de Manzanares > Madrid (Moncloa) | Hoyo de Manzanares > Madrid (Moncloa) | Hoyo de Manzanares > Madrid (Moncloa) | Hoyo de Manzanares > Madrid (Moncloa) | Hoyo de Manzanares > Madrid (Moncloa) | Hoyo de Manzanares > Madrid (Moncloa) | Hoyo de Manzanares > Madrid (Moncloa) | Hoyo de Manzanares > Madrid (Moncloa) | Hoyo de Manzanares > Madrid (Moncloa) | Hoyo de Manzanares > Madrid (Moncloa) | Hoyo de Manzanares > Madrid (Moncloa) | Hoyo de Manzanares > Madrid (Moncloa) | Hoyo de Manzanares > Madrid (Moncloa) | Hoyo de Manzanares > Madrid (Moncloa) | Hoyo de Manzanares > Madrid (Moncloa) | Hoyo de Manzanares > Madrid (Moncloa) | Hoyo de Manzanares > Madrid (Moncloa) |
| 06 | 07                                    | 08                                    | 09                                    | 10                                    | 11                                    | 12                                    | 13                                    | 14                                    | 15                                    | 16                                    | 17                                    | 18                                    | 19                                    | 20                                    | 21                                    | 22                                    | 23                                    | 00                                    |                                       |                                       |                                       |                                       |                                       | 06                                    | 07                                    | 08                                    | 09                                    | 10                                    | 11                                    | 12                                    | 13                                    | 14                                    | 15                                    | 16                                    | 17                                    | 18                                    | 19                                    | 20                                    | 21                                    | 22                                    | 23                                    |                                       |                                       |                                       |                                       |                                       |
| 40 | 00 30 50                              | 05 30 50                              | 05 20 30 45                           | 15 30 45                              | 15 45                                 | 15 45                                 | 15 45                                 | 15 45 50                              | 15 30 45                              | 15 45                                 | 15 45                                 | 15 45                                 | 15 45                                 | 15 45                                 | 15 45                                 | 45                                    | 15 45                                 |                                       | 10 30 45                              | 00 15 30 45 50                        | 15 30 50                              | 10 20 50                              | 20 50                                 | 20 50                                 | 20 50                                 | 20 45                                 | 20 50                                 | 15 45                                 | 15 45                                 | 10 40                                 | 10 40                                 | 10 45                                 | 15 50                                 | 20 50                                 | 20 45                                 |                                       |                                       |                                       |                                       |                                       |                                       |                                       |                                       |                                       |                                       |                                       |
| Sábados laborables, domingos y festivosx |                                       |                                       |                                       |                                       |                                       |                                       |                                       |                                       |                                       |                                       |                                       |                                       |                                       |                                       |                                       |                                       |                                       |                                       |                                       |                                       |                                       |                                       |                                       |                                       |                                       |                                       |                                       |                                       |                                       |                                       |                                       |                                       |                                       |                                       |                                       |                                       |                                       |                                       |                                       |                                       |                                       |                                       |                                       |                                       |                                       |                                       |
| Madrid (Moncloa) > Hoyo de Manzanares | Madrid (Moncloa) > Hoyo de Manzanares | Madrid (Moncloa) > Hoyo de Manzanares | Madrid (Moncloa) > Hoyo de Manzanares | Madrid (Moncloa) > Hoyo de Manzanares | Madrid (Moncloa) > Hoyo de Manzanares | Madrid (Moncloa) > Hoyo de Manzanares | Madrid (Moncloa) > Hoyo de Manzanares | Madrid (Moncloa) > Hoyo de Manzanares | Madrid (Moncloa) > Hoyo de Manzanares | Madrid (Moncloa) > Hoyo de Manzanares | Madrid (Moncloa) > Hoyo de Manzanares | Madrid (Moncloa) > Hoyo de Manzanares | Madrid (Moncloa) > Hoyo de Manzanares | Madrid (Moncloa) > Hoyo de Manzanares | Madrid (Moncloa) > Hoyo de Manzanares | Madrid (Moncloa) > Hoyo de Manzanares | Madrid (Moncloa) > Hoyo de Manzanares | Madrid (Moncloa) > Hoyo de Manzanares | Madrid (Moncloa) > Hoyo de Manzanares | Madrid (Moncloa) > Hoyo de Manzanares | Madrid (Moncloa) > Hoyo de Manzanares | Madrid (Moncloa) > Hoyo de Manzanares | Madrid (Moncloa) > Hoyo de Manzanares | Hoyo de Manzanares > Madrid (Moncloa) | Hoyo de Manzanares > Madrid (Moncloa) | Hoyo de Manzanares > Madrid (Moncloa) | Hoyo de Manzanares > Madrid (Moncloa) | Hoyo de Manzanares > Madrid (Moncloa) | Hoyo de Manzanares > Madrid (Moncloa) | Hoyo de Manzanares > Madrid (Moncloa) | Hoyo de Manzanares > Madrid (Moncloa) | Hoyo de Manzanares > Madrid (Moncloa) | Hoyo de Manzanares > Madrid (Moncloa) | Hoyo de Manzanares > Madrid (Moncloa) | Hoyo de Manzanares > Madrid (Moncloa) | Hoyo de Manzanares > Madrid (Moncloa) | Hoyo de Manzanares > Madrid (Moncloa) | Hoyo de Manzanares > Madrid (Moncloa) | Hoyo de Manzanares > Madrid (Moncloa) | Hoyo de Manzanares > Madrid (Moncloa) | Hoyo de Manzanares > Madrid (Moncloa) | Hoyo de Manzanares > Madrid (Moncloa) | Hoyo de Manzanares > Madrid (Moncloa) | Hoyo de Manzanares > Madrid (Moncloa) | Hoyo de Manzanares > Madrid (Moncloa) | Hoyo de Manzanares > Madrid (Moncloa) |
| 06 | 07                                    | 08                                    | 09                                    | 10                                    | 11                                    | 12                                    | 13                                    | 14                                    | 15                                    | 16                                    | 17                                    | 18                                    | 19                                    | 20                                    | 21                                    | 22                                    | 23                                    | 00                                    |                                       |                                       |                                       |                                       |                                       | 06                                    | 07                                    | 08                                    | 09                                    | 10                                    | 11                                    | 12                                    | 13                                    | 14                                    | 15                                    | 16                                    | 17                                    | 18                                    | 19                                    | 20                                    | 21                                    | 22                                    | 23                                    |                                       |                                       |                                       |                                       |                                       |
| | 15c                                   | 15c 45                                | 15c 45                                | 45                                    | 30c                                   | 45c                                   | 45c                                   | 15c 50                                | 55                                    | 55c                                   | 55                                    | 20                                    | 20                                    | 05c 35                                | 10                                    | 00c                                   | 15c                                   | 00c                                   |                                       | 15c 50c                               | 15c 40                                | 15c 50                                | 50c                                   | 35                                    | 30                                    | 05c 45c                               | 50c                                   | 50c                                   | 50                                    | 15c 55c                               | 40c                                   | 25                                    | 00 55                                 |                                       | 15                                    | 00c                                   |                                       |                                       |                                       |                                       |                                       |                                       |                                       |                                       |                                       |                                       |
| Noches de viernes, sábados y vísperas de festivosx |                                       |                                       |                                       |                                       |                                       |                                       |                                       |                                       |                                       |                                       |                                       |                                       |                                       |                                       |                                       |                                       |                                       |                                       |                                       |                                       |                                       |                                       |                                       |                                       |                                       |                                       |                                       |                                       |                                       |                                       |                                       |                                       |                                       |                                       |                                       |                                       |                                       |                                       |                                       |                                       |                                       |                                       |                                       |                                       |                                       |                                       |
| Madrid (Moncloa) > Hoyo de Manzanares | Madrid (Moncloa) > Hoyo de Manzanares | Madrid (Moncloa) > Hoyo de Manzanares | Madrid (Moncloa) > Hoyo de Manzanares | Madrid (Moncloa) > Hoyo de Manzanares | Madrid (Moncloa) > Hoyo de Manzanares | Madrid (Moncloa) > Hoyo de Manzanares | Madrid (Moncloa) > Hoyo de Manzanares | Madrid (Moncloa) > Hoyo de Manzanares | Madrid (Moncloa) > Hoyo de Manzanares | Madrid (Moncloa) > Hoyo de Manzanares | Madrid (Moncloa) > Hoyo de Manzanares | Madrid (Moncloa) > Hoyo de Manzanares | Madrid (Moncloa) > Hoyo de Manzanares | Madrid (Moncloa) > Hoyo de Manzanares | Madrid (Moncloa) > Hoyo de Manzanares | Madrid (Moncloa) > Hoyo de Manzanares | Madrid (Moncloa) > Hoyo de Manzanares | Madrid (Moncloa) > Hoyo de Manzanares | Madrid (Moncloa) > Hoyo de Manzanares | Madrid (Moncloa) > Hoyo de Manzanares | Madrid (Moncloa) > Hoyo de Manzanares | Madrid (Moncloa) > Hoyo de Manzanares | Madrid (Moncloa) > Hoyo de Manzanares | Hoyo de Manzanares > Madrid (Moncloa) | Hoyo de Manzanares > Madrid (Moncloa) | Hoyo de Manzanares > Madrid (Moncloa) | Hoyo de Manzanares > Madrid (Moncloa) | Hoyo de Manzanares > Madrid (Moncloa) | Hoyo de Manzanares > Madrid (Moncloa) | Hoyo de Manzanares > Madrid (Moncloa) | Hoyo de Manzanares > Madrid (Moncloa) | Hoyo de Manzanares > Madrid (Moncloa) | Hoyo de Manzanares > Madrid (Moncloa) | Hoyo de Manzanares > Madrid (Moncloa) | Hoyo de Manzanares > Madrid (Moncloa) | Hoyo de Manzanares > Madrid (Moncloa) | Hoyo de Manzanares > Madrid (Moncloa) | Hoyo de Manzanares > Madrid (Moncloa) | Hoyo de Manzanares > Madrid (Moncloa) | Hoyo de Manzanares > Madrid (Moncloa) | Hoyo de Manzanares > Madrid (Moncloa) | Hoyo de Manzanares > Madrid (Moncloa) | Hoyo de Manzanares > Madrid (Moncloa) | Hoyo de Manzanares > Madrid (Moncloa) | Hoyo de Manzanares > Madrid (Moncloa) | Hoyo de Manzanares > Madrid (Moncloa) |
| |                                       |                                       |                                       |                                       |                                       |                                       |                                       |                                       |                                       |                                       |                                       |                                       |                                       |                                       |                                       |                                       |                                       | 00                                    | 01                                    | 02                                    | 03                                    | 04                                    | 05                                    |                                       |                                       |                                       |                                       |                                       |                                       |                                       |                                       |                                       |                                       |                                       |                                       |                                       |                                       |                                       |                                       |                                       | 23                                    | 00                                    | 01                                    | 02                                    | 03                                    | 04                                    |
| 10j | 15 50                                 |                                       | 20                                    |                                       | 15                                    | 10j                                   |                                       | 00j                                   | 30                                    |                                       | 15                                    |                                       |                                       |                                       |                                       |                                       |                                       |                                       |                                       |                                       |                                       |                                       |                                       |                                       |                                       |                                       |                                       |                                       |                                       |                                       |                                       |                                       |                                       |                                       |                                       |                                       |                                       |                                       |                                       |                                       |                                       |                                       |                                       |                                       |                                       |                                       |
| x Por Las Matas c Continúa hasta la Urbanización Parque de Las Colinas, sin paso por la Academia Militar. j También se realiza los jueves laborables. |                                       |                                       |                                       |                                       |                                       |                                       |                                       |                                       |                                       |                                       |                                       |                                       |                                       |                                       |                                       |                                       |                                       |                                       |                                       |                                       |                                       |                                       |                                       |                                       |                                       |                                       |                                       |                                       |                                       |                                       |                                       |                                       |                                       |                                       |                                       |                                       |                                       |                                       |                                       |                                       |                                       |                                       |                                       |                                       |                                       |                                       |

### 1 - 31 agosto
| Lunes a viernes laborables |                                       |                                       |                                       |                                       |                                       |                                       |                                       |                                       |                                       |                                       |                                       |                                       |                                       |                                       |                                       |                                       |                                       |                                       |                                       |                                       |                                       |                                       |                                       |                                       |                                       |                                       |                                       |                                       |                                       |                                       |                                       |                                       |                                       |                                       |                                       |                                       |                                       |                                       |                                       |                                       |                                       |                                       |                                       |                                       |                                       |                                       |
| Madrid (Moncloa) > Hoyo de Manzanares | Madrid (Moncloa) > Hoyo de Manzanares | Madrid (Moncloa) > Hoyo de Manzanares | Madrid (Moncloa) > Hoyo de Manzanares | Madrid (Moncloa) > Hoyo de Manzanares | Madrid (Moncloa) > Hoyo de Manzanares | Madrid (Moncloa) > Hoyo de Manzanares | Madrid (Moncloa) > Hoyo de Manzanares | Madrid (Moncloa) > Hoyo de Manzanares | Madrid (Moncloa) > Hoyo de Manzanares | Madrid (Moncloa) > Hoyo de Manzanares | Madrid (Moncloa) > Hoyo de Manzanares | Madrid (Moncloa) > Hoyo de Manzanares | Madrid (Moncloa) > Hoyo de Manzanares | Madrid (Moncloa) > Hoyo de Manzanares | Madrid (Moncloa) > Hoyo de Manzanares | Madrid (Moncloa) > Hoyo de Manzanares | Madrid (Moncloa) > Hoyo de Manzanares | Madrid (Moncloa) > Hoyo de Manzanares | Madrid (Moncloa) > Hoyo de Manzanares | Madrid (Moncloa) > Hoyo de Manzanares | Madrid (Moncloa) > Hoyo de Manzanares | Madrid (Moncloa) > Hoyo de Manzanares | Madrid (Moncloa) > Hoyo de Manzanares | Hoyo de Manzanares > Madrid (Moncloa) | Hoyo de Manzanares > Madrid (Moncloa) | Hoyo de Manzanares > Madrid (Moncloa) | Hoyo de Manzanares > Madrid (Moncloa) | Hoyo de Manzanares > Madrid (Moncloa) | Hoyo de Manzanares > Madrid (Moncloa) | Hoyo de Manzanares > Madrid (Moncloa) | Hoyo de Manzanares > Madrid (Moncloa) | Hoyo de Manzanares > Madrid (Moncloa) | Hoyo de Manzanares > Madrid (Moncloa) | Hoyo de Manzanares > Madrid (Moncloa) | Hoyo de Manzanares > Madrid (Moncloa) | Hoyo de Manzanares > Madrid (Moncloa) | Hoyo de Manzanares > Madrid (Moncloa) | Hoyo de Manzanares > Madrid (Moncloa) | Hoyo de Manzanares > Madrid (Moncloa) | Hoyo de Manzanares > Madrid (Moncloa) | Hoyo de Manzanares > Madrid (Moncloa) | Hoyo de Manzanares > Madrid (Moncloa) | Hoyo de Manzanares > Madrid (Moncloa) | Hoyo de Manzanares > Madrid (Moncloa) | Hoyo de Manzanares > Madrid (Moncloa) | Hoyo de Manzanares > Madrid (Moncloa) |
| 06 | 07                                    | 08                                    | 09                                    | 10                                    | 11                                    | 12                                    | 13                                    | 14                                    | 15                                    | 16                                    | 17                                    | 18                                    | 19                                    | 20                                    | 21                                    | 22                                    | 23                                    | 00                                    |                                       |                                       |                                       |                                       |                                       | 06                                    | 07                                    | 08                                    | 09                                    | 10                                    | 11                                    | 12                                    | 13                                    | 14                                    | 15                                    | 16                                    | 17                                    | 18                                    | 19                                    | 20                                    | 21                                    | 22                                    | 23                                    |                                       |                                       |                                       |                                       |                                       |
| | 00 50                                 | 05 50                                 | 20 45                                 | 30 45                                 | 15 45                                 | 15 45                                 | 15 45                                 | 15 45                                 | 15 45                                 | 15 45                                 | 15 45                                 | 15 45                                 | 15 45                                 | 15 45                                 | 15 45                                 | 45                                    | 45                                    |                                       | 10 45                                 | 15 45                                 | 15 50                                 | 10 50                                 | 20 50                                 | 20 50                                 | 20 50                                 | 20 50                                 | 20 50                                 | 20 50                                 | 20 50                                 | 20 40                                 | 10 40                                 | 10 45                                 | 15 50                                 | 50                                    | 45                                    |                                       |                                       |                                       |                                       |                                       |                                       |                                       |                                       |                                       |                                       |                                       |
| Sábados laborables, domingos y festivosx |                                       |                                       |                                       |                                       |                                       |                                       |                                       |                                       |                                       |                                       |                                       |                                       |                                       |                                       |                                       |                                       |                                       |                                       |                                       |                                       |                                       |                                       |                                       |                                       |                                       |                                       |                                       |                                       |                                       |                                       |                                       |                                       |                                       |                                       |                                       |                                       |                                       |                                       |                                       |                                       |                                       |                                       |                                       |                                       |                                       |                                       |
| Madrid (Moncloa) > Hoyo de Manzanares | Madrid (Moncloa) > Hoyo de Manzanares | Madrid (Moncloa) > Hoyo de Manzanares | Madrid (Moncloa) > Hoyo de Manzanares | Madrid (Moncloa) > Hoyo de Manzanares | Madrid (Moncloa) > Hoyo de Manzanares | Madrid (Moncloa) > Hoyo de Manzanares | Madrid (Moncloa) > Hoyo de Manzanares | Madrid (Moncloa) > Hoyo de Manzanares | Madrid (Moncloa) > Hoyo de Manzanares | Madrid (Moncloa) > Hoyo de Manzanares | Madrid (Moncloa) > Hoyo de Manzanares | Madrid (Moncloa) > Hoyo de Manzanares | Madrid (Moncloa) > Hoyo de Manzanares | Madrid (Moncloa) > Hoyo de Manzanares | Madrid (Moncloa) > Hoyo de Manzanares | Madrid (Moncloa) > Hoyo de Manzanares | Madrid (Moncloa) > Hoyo de Manzanares | Madrid (Moncloa) > Hoyo de Manzanares | Madrid (Moncloa) > Hoyo de Manzanares | Madrid (Moncloa) > Hoyo de Manzanares | Madrid (Moncloa) > Hoyo de Manzanares | Madrid (Moncloa) > Hoyo de Manzanares | Madrid (Moncloa) > Hoyo de Manzanares | Hoyo de Manzanares > Madrid (Moncloa) | Hoyo de Manzanares > Madrid (Moncloa) | Hoyo de Manzanares > Madrid (Moncloa) | Hoyo de Manzanares > Madrid (Moncloa) | Hoyo de Manzanares > Madrid (Moncloa) | Hoyo de Manzanares > Madrid (Moncloa) | Hoyo de Manzanares > Madrid (Moncloa) | Hoyo de Manzanares > Madrid (Moncloa) | Hoyo de Manzanares > Madrid (Moncloa) | Hoyo de Manzanares > Madrid (Moncloa) | Hoyo de Manzanares > Madrid (Moncloa) | Hoyo de Manzanares > Madrid (Moncloa) | Hoyo de Manzanares > Madrid (Moncloa) | Hoyo de Manzanares > Madrid (Moncloa) | Hoyo de Manzanares > Madrid (Moncloa) | Hoyo de Manzanares > Madrid (Moncloa) | Hoyo de Manzanares > Madrid (Moncloa) | Hoyo de Manzanares > Madrid (Moncloa) | Hoyo de Manzanares > Madrid (Moncloa) | Hoyo de Manzanares > Madrid (Moncloa) | Hoyo de Manzanares > Madrid (Moncloa) | Hoyo de Manzanares > Madrid (Moncloa) | Hoyo de Manzanares > Madrid (Moncloa) |
| 06 | 07                                    | 08                                    | 09                                    | 10                                    | 11                                    | 12                                    | 13                                    | 14                                    | 15                                    | 16                                    | 17                                    | 18                                    | 19                                    | 20                                    | 21                                    | 22                                    | 23                                    | 00                                    |                                       |                                       |                                       |                                       |                                       | 06                                    | 07                                    | 08                                    | 09                                    | 10                                    | 11                                    | 12                                    | 13                                    | 14                                    | 15                                    | 16                                    | 17                                    | 18                                    | 19                                    | 20                                    | 21                                    | 22                                    | 23                                    |                                       |                                       |                                       |                                       |                                       |
| | 15c                                   | 15c 45                                | 15c 45                                | 45                                    | 30c                                   | 45c                                   | 45c                                   | 15c 50                                | 55                                    | 55c                                   | 55                                    | 20                                    | 20                                    | 05c 35                                | 10                                    | 00c                                   | 15c                                   | 00c                                   |                                       | 15c 50c                               | 15c 40                                | 15c 50                                | 50c                                   | 35                                    | 30                                    | 05c 45c                               | 50c                                   | 50c                                   | 50                                    | 15c 55c                               | 40c                                   | 25                                    | 00 55                                 |                                       | 15                                    | 00c                                   |                                       |                                       |                                       |                                       |                                       |                                       |                                       |                                       |                                       |                                       |
| Noches de viernes, sábados y vísperas de festivosx |                                       |                                       |                                       |                                       |                                       |                                       |                                       |                                       |                                       |                                       |                                       |                                       |                                       |                                       |                                       |                                       |                                       |                                       |                                       |                                       |                                       |                                       |                                       |                                       |                                       |                                       |                                       |                                       |                                       |                                       |                                       |                                       |                                       |                                       |                                       |                                       |                                       |                                       |                                       |                                       |                                       |                                       |                                       |                                       |                                       |                                       |
| Madrid (Moncloa) > Hoyo de Manzanares | Madrid (Moncloa) > Hoyo de Manzanares | Madrid (Moncloa) > Hoyo de Manzanares | Madrid (Moncloa) > Hoyo de Manzanares | Madrid (Moncloa) > Hoyo de Manzanares | Madrid (Moncloa) > Hoyo de Manzanares | Madrid (Moncloa) > Hoyo de Manzanares | Madrid (Moncloa) > Hoyo de Manzanares | Madrid (Moncloa) > Hoyo de Manzanares | Madrid (Moncloa) > Hoyo de Manzanares | Madrid (Moncloa) > Hoyo de Manzanares | Madrid (Moncloa) > Hoyo de Manzanares | Madrid (Moncloa) > Hoyo de Manzanares | Madrid (Moncloa) > Hoyo de Manzanares | Madrid (Moncloa) > Hoyo de Manzanares | Madrid (Moncloa) > Hoyo de Manzanares | Madrid (Moncloa) > Hoyo de Manzanares | Madrid (Moncloa) > Hoyo de Manzanares | Madrid (Moncloa) > Hoyo de Manzanares | Madrid (Moncloa) > Hoyo de Manzanares | Madrid (Moncloa) > Hoyo de Manzanares | Madrid (Moncloa) > Hoyo de Manzanares | Madrid (Moncloa) > Hoyo de Manzanares | Madrid (Moncloa) > Hoyo de Manzanares | Hoyo de Manzanares > Madrid (Moncloa) | Hoyo de Manzanares > Madrid (Moncloa) | Hoyo de Manzanares > Madrid (Moncloa) | Hoyo de Manzanares > Madrid (Moncloa) | Hoyo de Manzanares > Madrid (Moncloa) | Hoyo de Manzanares > Madrid (Moncloa) | Hoyo de Manzanares > Madrid (Moncloa) | Hoyo de Manzanares > Madrid (Moncloa) | Hoyo de Manzanares > Madrid (Moncloa) | Hoyo de Manzanares > Madrid (Moncloa) | Hoyo de Manzanares > Madrid (Moncloa) | Hoyo de Manzanares > Madrid (Moncloa) | Hoyo de Manzanares > Madrid (Moncloa) | Hoyo de Manzanares > Madrid (Moncloa) | Hoyo de Manzanares > Madrid (Moncloa) | Hoyo de Manzanares > Madrid (Moncloa) | Hoyo de Manzanares > Madrid (Moncloa) | Hoyo de Manzanares > Madrid (Moncloa) | Hoyo de Manzanares > Madrid (Moncloa) | Hoyo de Manzanares > Madrid (Moncloa) | Hoyo de Manzanares > Madrid (Moncloa) | Hoyo de Manzanares > Madrid (Moncloa) | Hoyo de Manzanares > Madrid (Moncloa) |
| |                                       |                                       |                                       |                                       |                                       |                                       |                                       |                                       |                                       |                                       |                                       |                                       |                                       |                                       |                                       |                                       |                                       | 00                                    | 01                                    | 02                                    | 03                                    | 04                                    | 05                                    |                                       |                                       |                                       |                                       |                                       |                                       |                                       |                                       |                                       |                                       |                                       |                                       |                                       |                                       |                                       |                                       |                                       | 23                                    | 00                                    | 01                                    | 02                                    | 03                                    | 04                                    |
| | 15                                    |                                       | 20                                    |                                       | 15                                    |                                       |                                       |                                       | 30                                    |                                       | 15                                    |                                       |                                       |                                       |                                       |                                       |                                       |                                       |                                       |                                       |                                       |                                       |                                       |                                       |                                       |                                       |                                       |                                       |                                       |                                       |                                       |                                       |                                       |                                       |                                       |                                       |                                       |                                       |                                       |                                       |                                       |                                       |                                       |                                       |                                       |                                       |
| x Por Las Matas c Con salida de la Urb. Parque de Las Colinas, sin paso por la Academia Militar y la c. Hurtada. j También se realiza los jueves laborables. |                                       |                                       |                                       |                                       |                                       |                                       |                                       |                                       |                                       |                                       |                                       |                                       |                                       |                                       |                                       |                                       |                                       |                                       |                                       |                                       |                                       |                                       |                                       |                                       |                                       |                                       |                                       |                                       |                                       |                                       |                                       |                                       |                                       |                                       |                                       |                                       |                                       |                                       |                                       |                                       |                                       |                                       |                                       |                                       |                                       |                                       |

## Recorrido y paradas

### Sentido Hoyo de Manzanares
La línea inicia su recorrido en el intercambiador de Moncloa (Isla 2, dársena nº 29) y sale de Madrid por la A-6. Habitualmente se desvía por la salida nº 27, salvo cuando el servicio se realiza vía Las Rozas y Las Matas. Desde allí, continúa por el centro comercial Espacio Torrelodones, la calle Camino de Valladolid y la avenida de la Comunidad de Madrid, ya en el municipio de Torrelodones.
A continuación, se adentra en la urbanización La Berzosa, perteneciente al término municipal de Hoyo de Manzanares, recorriendo las calles Manuel Travesedo Silvela, avenida de Asturias, calle Río Sella y avenida de La Berzosa.
Tras completar su paso por La Berzosa, la línea accede al casco urbano de Hoyo de Manzanares por la avenida de La Paloma hasta llegar a la plaza Nuestra Señora del Rosario. A partir de este punto, si el destino es el Campamento Militar, continúa por la calle Hurtada y la carretera de Colmenar Viejo, finalizando su recorrido frente al campamento. En caso contrario, prosigue por la avenida de Madrid hasta la urbanización Las Colinas.
| Código                                                                                          | Parada                                     | Común con                           | Conexiones con Metro y Cercanías | Municipio          | Zona |
| ----------------------------------------------------------------------------------------------- | ------------------------------------------ | ----------------------------------- | -------------------------------- | ------------------ | ---- |
| Terminal diurna de la línea                                                                     |                                            |                                     |                                  |                    |      |
| 17480                                                                                           | Intercambiador de Moncloa (dársena 29)     | 611A 612                            | Moncloa                          | Madrid             |      |
| Terminal nocturna de la línea                                                                   |                                            |                                     |                                  |                    |      |
| 15525                                                                                           | Moncloa (Paseo de Moret)                   | 612 632 684 691 N602 N604 N904 N905 | Moncloa                          | Madrid             |      |
| Las expediciones con paso por Las Matas realizan las siguientes paradas                         |                                            |                                     |                                  |                    |      |
| 11958                                                                                           | Apeadero - Est. Las Matas                  | 611A 613 625 633 685 686 686A 2     | Las Matas                        | Las Rozas          |      |
| 11960                                                                                           | Ctra. A-6 - Urb. Encinar de las Rozas      | 611A 613 685 686 686A 2             |                                  | Las Rozas          |      |
| Paradas del itinerario común                                                                    |                                            |                                     |                                  |                    |      |
| 20035                                                                                           | Ctra. A-6 - C.C. Espacio Torrelodones      | 611A 612 633 685                    |                                  | Torrelodones       |      |
| 06032                                                                                           | Camino Valladolid - P.º Joaquín R. Jiménez | 612 613 631 635 685 1 4 5           |                                  | Torrelodones       |      |
| 06034                                                                                           | Camino Valladolid - Iglesia                | 612 631 635 685 1 4 5               |                                  | Torrelodones       |      |
| 15972                                                                                           | Camino Valladolid - M. López Villaseñor    | 610 612 631 635 685                 |                                  | Torrelodones       |      |
| 11460                                                                                           | Av. Comunidad Madrid - Av. Torrelodones    | 635 684 685 691                     |                                  | Torrelodones       |      |
| 11084                                                                                           | Ctra. A-6 - Urb. La Berzosilla             | 635 684 685 691                     |                                  | Torrelodones       |      |
| 11178                                                                                           | M. Travesedo Silvela - Urb. Monte Jarales  |                                     |                                  | Hoyo de Manzanares |      |
| 06037                                                                                           | Av. Asturias - Universidad                 |                                     |                                  | Hoyo de Manzanares |      |
| 06038                                                                                           | Av. Asturias - Cangas de Onís              |                                     |                                  | Hoyo de Manzanares |      |
| 06039                                                                                           | Av. Asturias - Ribadesella                 |                                     |                                  | Hoyo de Manzanares |      |
| 06040                                                                                           | Av. Asturias - Santiáñez                   |                                     |                                  | Hoyo de Manzanares |      |
| 06041                                                                                           | Río Sella - Av. Asturias                   |                                     |                                  | Hoyo de Manzanares |      |
| 06042                                                                                           | Río Sella - Auseva                         |                                     |                                  | Hoyo de Manzanares |      |
| 06043                                                                                           | Av. Berzosa - Arra                         |                                     |                                  | Hoyo de Manzanares |      |
| 06044                                                                                           | Av. Paloma - Fausto Martín                 |                                     |                                  | Hoyo de Manzanares |      |
| 15712                                                                                           | Av. Paloma - Plaza de Toros                |                                     |                                  | Hoyo de Manzanares |      |
| 06045                                                                                           | Pza. Nuestra Sra. Rosario - P.º Mayor      |                                     |                                  | Hoyo de Manzanares |      |
| Las expediciones con destino la urbanización Parque Las Colinas realizan las siguientes paradas |                                            |                                     |                                  |                    |      |
| 16525                                                                                           | Av. Madrid - El Cerrillo                   | 610 611A                            |                                  | Hoyo de Manzanares |      |
| 16709                                                                                           | Av. Madrid - Tejera                        | 610 611A                            |                                  | Hoyo de Manzanares |      |
| 06046                                                                                           | Urb. Parque Las Colinas                    | 610 611A 612                        |                                  | Hoyo de Manzanares |      |
| Las expediciones con destino la Academia Militar realizan las siguientes paradas                |                                            |                                     |                                  |                    |      |
| 16710                                                                                           | Hurtada - Urb. Los Enebrales               | 610 611A                            |                                  | Hoyo de Manzanares |      |
| 06047                                                                                           | Ctra. M-618 - Puerta 2 Campamento          | 610 611A                            |                                  | Hoyo de Manzanares |      |
| 17966                                                                                           | Ctra. M-618 - Puerta Principal Campamento  | 610 611A                            |                                  | Hoyo de Manzanares |      |

### Sentido Madrid (Moncloa)
El recorrido es básicamente el mismo que el de ida pero en sentido contrario, con la salvedad de que en Torrelodones pasa por el Paseo Emilia Alarcos y la Calle Huertos en vez de por la Avenida de la Comunidad de Madrid.
| Código                                                                                            | Parada                                     | Común con                             | Conexiones con Metro y Cercanías | Municipio          | Zona |
| ------------------------------------------------------------------------------------------------- | ------------------------------------------ | ------------------------------------- | -------------------------------- | ------------------ | ---- |
| Las expediciones con inicio en la Academia Militar realizan las siguientes paradas                |                                            |                                       |                                  |                    |      |
| 17966                                                                                             | Ctra. M-618 - Puerta Principal Campamento  | 610 611A                              |                                  | Hoyo de Manzanares |      |
| 15673                                                                                             | Ctra. M-618 - Puerta 2 Campamento          | 610 611A                              |                                  | Hoyo de Manzanares |      |
| 16711                                                                                             | Hurtada - Urb. Los Enebrales               | 610 611A                              |                                  | Hoyo de Manzanares |      |
| 18256                                                                                             | Hurtada - Pza. Iglesia                     | 610 611A                              |                                  | Hoyo de Manzanares |      |
| Las expediciones con inicio en la urbanización Parque Las Colinas realizan las siguientes paradas |                                            |                                       |                                  |                    |      |
| 06046                                                                                             | Urb. Parque Las Colinas                    | 610 611A 612                          |                                  | Hoyo de Manzanares |      |
| 16708                                                                                             | Av. Madrid - Tejera                        | 610 611A                              |                                  | Hoyo de Manzanares |      |
| 16526                                                                                             | Av. Madrid - Residencial El Pozo           | 610 611A                              |                                  | Hoyo de Manzanares |      |
| Paradas del itinerario común                                                                      |                                            |                                       |                                  |                    |      |
| 18257                                                                                             | Pza. Nuestra Sra. Rosario - P.º Mayor      |                                       |                                  | Hoyo de Manzanares |      |
| 15711                                                                                             | Av. Paloma - Plaza de Toros                |                                       |                                  | Hoyo de Manzanares |      |
| 06048                                                                                             | Av. Paloma - Fausto Martín                 |                                       |                                  | Hoyo de Manzanares |      |
| 06049                                                                                             | Av. Berzosa - Arra                         |                                       |                                  | Hoyo de Manzanares |      |
| 06050                                                                                             | Río Sella - Auseva                         |                                       |                                  | Hoyo de Manzanares |      |
| 06051                                                                                             | Río Sella - Av. Asturias                   |                                       |                                  | Hoyo de Manzanares |      |
| 06052                                                                                             | Av. Asturias - Santiáñez                   |                                       |                                  | Hoyo de Manzanares |      |
| 06053                                                                                             | Av. Asturias - Ribadesella                 |                                       |                                  | Hoyo de Manzanares |      |
| 06054                                                                                             | Av. Asturias - Cangas de Onís              |                                       |                                  | Hoyo de Manzanares |      |
| 06055                                                                                             | Av. Asturias - Universidad                 |                                       |                                  | Hoyo de Manzanares |      |
| 11179                                                                                             | M. Travesedo Silvela - Urb. Monte Jarales  |                                       |                                  | Hoyo de Manzanares |      |
| 11085                                                                                             | Ctra. A-6 - Urb. La Berzosilla             | 684 685 691                           |                                  | Torrelodones       |      |
| 06094                                                                                             | Ctra. A-6 - Av. Torrelodones               | 610 631 635 633 664 685               |                                  | Torrelodones       |      |
| 06096                                                                                             | Huertos - Camino Valladolid                | 610 612 613 685                       |                                  | Torrelodones       |      |
| 08413                                                                                             | Camino Valladolid - P.º Joaquín R. Jiménez | 612 613 685 1 4 5                     |                                  | Torrelodones       |      |
| 17244                                                                                             | Pza. Abasto - C.C. Espacio Torrelodones    | 611A 612 613 633 685 686 686A 1       |                                  | Torrelodones       |      |
| Las expediciones con paso por Las Matas realizan las siguientes paradas                           |                                            |                                       |                                  |                    |      |
| 11961                                                                                             | Ctra. A-6 - Urb. Encinar de las Rozas      | 611A 613 685 686 686A 2               |                                  | Las Rozas          |      |
| 11959                                                                                             | Ctra. Coruña - Est. Las Matas              | 611A 613 625 633 685 686 686A 2       | Las Matas                        | Las Rozas          |      |
| Las expediciones que circulan por el lateral de la A-6 realizan las siguientes paradas            |                                            |                                       |                                  |                    |      |
| 23                                                                                                | Estadística - Geografía e Historia         | Autobuses interurbanos del Corredor 6 |                                  | Madrid             |      |
| 1333                                                                                              | Escuela Agronómica                         | Autobuses interurbanos del Corredor 6 |                                  | Madrid             |      |
| Terminal diurna de la línea                                                                       |                                            |                                       |                                  |                    |      |
| 17480                                                                                             | Intercambiador de Moncloa (dársena 29)     | 611A 612                              | Moncloa                          | Madrid             |      |
| Terminal nocturna de la línea                                                                     |                                            |                                       |                                  |                    |      |
| 15525                                                                                             | Moncloa (Paseo de Moret)                   | 612 632 684 691 N602 N604 N904 N905   | Moncloa                          | Madrid             |      |

## Galería de imágenes

Mapa de la distribución de dársenas del intercambiador de Moncloa con la distribución de cabeceras de las líneas de autobuses, entre las que aparece la línea 611.